# Insel der Träume (Fernsehserie)
Insel der Träume ist eine Fernsehserie des ZDF und des ORF, die zwischen 1990 und 1991 produziert wurde und unter der Regie von Hans-Jürgen Tögel entstand.

## Handlung/Konzept
Prof. Satorius (1. Staffel, Folge 1 bis 12) bzw. Julian Cortese (2. Staffel, Episoden 13 bis 21) empfangen einen Gast, der durch ein bestimmtes Ereignis in der Vergangenheit traumatisiert wurde, auf einer tropischen Insel. Durch das Rauschen eines Wasserfalls wird dieses Ereignis in Form eines Traums aufgearbeitet, der dem Gast die tatsächlichen Geschehnisse verdeutlicht. Gastgeber Satorius und seine Tochter Sandra dienen ihren Besuchern dabei als Gesprächspartner und Ratgeber.
Das Konzept der Serie folgt damit in weiten Teilen seinem US-amerikanischen Vorbild Fantasy Island. Wie in der Originalserie (1977–1984) erleben die Inselgäste während ihres Aufenthaltes Prozesse der Selbsterkenntnis und inneren Läuterung. Im Gegensatz zu Fantasy Island, in der die Gäste dem Besitzer der Insel den (seinerzeit) stattlichen Betrag von 50.000 Dollar zu zahlen hatten und das Eiland nach spätestens drei Tagen wieder verlassen mussten, verzichtet die deutsche Adaption auf die Nennung derartiger Aspekte. Vielmehr handelt der Gastgeber der Insel der Träume dem Vernehmen nach aus reiner Selbstlosigkeit und dem barmherzigen Bedürfnis, jedem Hilfesuchenden die magischen Kräfte des Wasserfalls zugänglich zu machen.
Im Programm des ZDF wurde die Serie jeweils samstags im Vorabendprogramm zwischen 19.30 und 20.15 Uhr ausgestrahlt, war als Nachfolger der Schwarzwaldklinik konzipiert und wurde in großen Teilen vom selben Produktionsteam gedreht.

## Gaststars
In der Serie traten eine ganze Reihe bekannter deutscher Schauspieler als Gaststars auf.  Dazu zählten u. a. Mario Adorf, Peter Bongartz, Hans Clarin, Sky Dumont, Ruth-Maria Kubitschek, Hans Paetsch, Günter Pfitzmann, Friedrich Schoenfelder und Irina Wanka.

## Kritik

### Mutmaßungen scientologischer Botschaften
Die Serie geriet 1991 in die Kritik, weil ihr aufgrund der Mitwirkung der bekennenden und führenden Scientologin Anita Mally unterschwellige scientologische Botschaften unterstellt wurden (Mally verfasste die Drehbücher zu drei der 21 Episoden). In Renate Hartwigs Buch Scientology: Ich klage an! heißt es dazu im Abschnitt 9.3.: Auditing im ZDF:
„In der Sendung „Die Trauminsel“ wird nämlich dargestellt, wie Menschen auf eine Insel reisen, weil sie negative Erlebnisse nicht verarbeiten können. Auf dieser Insel wohnt ein Arzt, der zuerst Gespräche mit diesen Menschen führt […] Das gleiche Raster wird beim Auditing angewendet. Denn Auditing dient bei den Scientologen angeblich dazu, negative Erlebnisse („Engramme von Aberrationen“) aufzulösen. Ein Auditing-Beistand (dies entspräche der Rolle des Arztes) führt dabei den „Pre-Clear“ (also eine Person, die noch nicht den Zustand „Clear“ bei den Scientologen erreicht hat) mit Hilfe des Auditing in seine Vergangenheit zurück …“
Das ZDF habe, wie es an gleicher Stelle heißt, auf einen „Brandbrief“ eines ehemaligen Scientologen vom November 1991 nicht reagiert.

### Andere Stimmen
Im Übrigen blieb die Serie von der Kritik weitgehend unbeachtet. Nach dem Traumschiff und der Schwarzwaldklinik war die Insel der Träume bereits die dritte Adaption einer amerikanischen Serie durch Wolfgang Rademann und der Ansatz, nach bekanntem Strickmuster melodramatische Geschichten vor den malerischen Kulissen bekannter Urlaubsorte darzustellen, war bis dahin bereits hinlänglich kritisiert worden. Allenfalls die ungewöhnliche Idee eines Probleme lösenden, mystischen Wasserfalls verleitete zu ironischen Kommentaren. Auf den Start der ersten Staffel wies Der Spiegel im Februar 1991 so mit drei knappen, bissigen Sätzen hin:
„Beim ZDF ist ab sofort fürs Übersinnliche nicht mehr nur Kulturchef und Fernheiler Karl Schnelting zuständig. Wenn’s der Einschaltquote dient, darf nun auch die Unterhaltungsabteilung spintisieren. Rolf Henniger befaßt sich als Privatgelehrter Satorius mit den magischen Kräften eines Wasserfalls, und das ZDF sieht zwölf Folgen lang naß aus.“
Der Start der zweiten Staffel im Herbst desselben Jahres wurde im gleichen Tonfall angekündigt und dabei mit einiger Häme darauf Bezug genommen, dass die Insel der Träume schließlich auch beim Publikum nicht den Zuspruch früherer Serien fand:
„Der Traum von den Einschaltquoten trieb das reale ZDF mit seinem nüchternen Intendanten dazu, weitere neun Folgen des psychedelischen Nichts abzudrehen.“
In einer inhaltlichen Besprechung des Deutschen Ärzteblattes wurde die oberflächliche Darstellung eines Arztes kritisiert, der sich nach einem Kunstfehler in seine Patientin verliebt, die Intrigen einer bösen Chefärztin übersteht und schließlich mit dem früheren Opfer seines Kunstfehlers an seiner Seite die Landarztpraxis seines Vaters übernimmt:
„Wer eine ernsthafte Auseinandersetzung mit einem wichtigen Thema erwartete, der wird von dieser seichten, trivialen Geschichte sicher enttäuscht sein. Doch wer Märchen liebt, für den ist die Serie genau das Richtige. Das Gute und die Liebe siegen, das Böse wird bestraft, und außerdem gibt’s eine Menge kluger Sprüche und Lebensweisheiten, wie zum Beispiel: ‚Liebe verzeiht alles‘ oder ‚Jeder hat eine andere Wahrheit‘.“